# San Luis (Pinar del Río)
San Luis é um município de Cuba pertencente à província de Pinar del Río.